# 茎生银耳
茎生银耳（学名：Tremella caulicola）是属于银耳目银耳科银耳属的一种真菌，散生于阔叶林中的桦树等阔叶树枯枝上。该种分布于中国、日本。